# Chu Doãn Trí
Chu Doãn Trí (chữ Hán: 朱允緻; 1779-1850), còn viết là Châu Doãn Trí, tự Viễn Phu, hiệu Tạ Hiên, là một danh sĩ cuối thời Lê đầu thời Nguyễn.
Ông sinh năm 1779, quê ở huyện Đông Ngàn, phủ Từ Sơn, trấn Kinh Bắc (nay thuộc xã Dục Tú, huyện Đông Anh, thành phố Hà Nội). Cha ông là Chu Doãn Mại (Lệ) (1740 - ?), đỗ Tiến sĩ đời vua Lê Hiển Tông.
Thời trẻ, ông theo học Phạm Quý Thích, có tài đức, có tiết tháo, không vọng cầu danh lợi, lại rất giỏi y học. Ông đã để lại nhiều bài thơ văn hay. Thơ văn của ông hầu hết là thơ tả cảnh thiên nhiên, vịnh sự kiện và nhân vật lịch sử cùng với sự việc, thuật hoài, tiễn tặng bạn bè. Gồm 1 bài phú, 1 bài kệ, và 20 bài thơ: Lập xuân; Lên chùa Trấn Quốc ngắm Hồ Tây; Đọc Quốc sử; An Dương Vương; Triệu Vũ Đế; Hai Bà Trưng; Cám ơn anh Phương Đình; Chó nuôi mèo; Am Thuỵ Hiển; Đọc Thanh Liên tập; Yết kiến Lập Trai Tiên Sinh trở về trả lời bạn học; Tả nỗi lòng...
Năm Canh Tý (1840), Nguyễn Đăng Giai tiến cử ông về hàng ẩn sĩ. Vua Thiệu Trị sai cấp lộ phí cho ông vào kinh, để bổ sung quan chức. Ông viện lấy bệnh già xin từ tạ. Vua Thiệu Trị khen ông có phong thái xử sĩ, không muốn ép uổng, bèn ban cho rượu hồng hoa dương tử.